# (14960) Yule
(14960) Yule (1996 KO) – planetoida z grupy pasa głównego asteroid okrążająca Słońce w ciągu 4,12 lat w średniej odległości 2,57 j.a. Odkryta 21 maja 1996 roku.